# 何妙祺
何妙祺（英語：Ho Miu Ki，？—），香港電影編劇及導演。她曾憑《美人魚》獲提名香港電影金像獎最佳編劇。

## 生平
何妙祺畢業於香港理工大學服裝及紡織學系，大學時曾到電影公司兼職，為陳慶嘉與秦小珍執導的電影《內衣少女》作資料搜集。後來何曾從事女鞋設計工作，但在《內衣少女》正式開拍後，她開始參與編劇討論，還接受了陳慶嘉安排的將電影劇本改編成電影小說的工作，她因而辭去設計工作並成為全職編劇。何與陳慶嘉保持密切的合作關係，並因而有機會與周星馳、陳木勝等導演合作，她作為周星馳執導的電影《美人魚》的編劇之一而提名第36屆香港電影金像獎最佳編劇。
2023年，何妙祺首次跨界導演，執導由吳君如與張天賦主演的《我談的那場戀愛》。該片創作始於2018年，其時愛情、喜劇等題材在香港電影市場並非大熱，何甚至面臨劇本無人問津的局面；其後何妙祺留意到香港電影發展局的「首部劇情電影計劃」，因而萌生執起導筒「拍想拍的東西」的念頭。2020年，何在第6屆「首部劇情電影計劃」（專業組）中獲勝，因而獲得資金開拍。2024年3月29日，電影在第48屆香港國際電影節世界首映，並於同年9月12日於香港正式上映。電影亦為何妙祺獲得第61屆金馬獎最佳新導演獎項提名。

## 編劇電影作品
- 《內衣少女》
- 《撲克王》
- 《人間喜劇》
- 《翡翠明珠》
- 《最強囍事》
- 《八星報喜》
- 《超級經理人》
- 《豪情3D》
- 《美人魚》
- 《喵星人》
- 《我談的那場戀愛》

## 執導電影作品
- 《我談的那場戀愛》

## 獎項及提名紀錄
| 年份 | 頒獎典禮                   | 獎項             | 影片               | 結果 |
| ---- | -------------------------- | ---------------- | ------------------ | ---- |
| 2011 | 第17屆香港電影評論學會大獎 | 最佳編劇         | 《人間喜劇》       | 提名 |
| 2017 | 第36屆香港電影金像獎       | 最佳編劇         | 《美人魚》         | 提名 |
| 2024 | 第61屆金馬獎               | 最佳新導演       | 《我談的那場戀愛》 | 提名 |
| 2025 | 第31屆香港電影評論學會大獎 | 最佳編劇         | 《我談的那場戀愛》 | 提名 |
| 2025 | 第43屆香港電影金像獎       | 最佳編劇         | 《我談的那場戀愛》 | 提名 |
| 2025 | 第43屆香港電影金像獎       | 最佳原創電影歌曲 | 《我談的那場戀愛》 | 提名 |
| 2025 | 第43屆香港電影金像獎       | 新晉導演         | 《我談的那場戀愛》 | 提名 |

## 出版作品
- 《男人的要害，女人的要塞》(2012年) （與阿寬合著）

## 外部連結
- 何妙祺在互联网电影资料库（IMDb）上的資料（英文）（英文）
- 何妙祺在香港影庫上的簡介
- 何妙祺的新浪微博